# 북방그리스복
북방그리스복 또는 샤프그리스복 (Raphicerus sharpei)은 조심성이 많고, 무리 생활을 하지 않는 작은 그리스복의 일종이다. 열대 기후 지역과 아프리카 남동부 지역에서 발견된다.

## 분포
남아프리카공화국의 트란스발 지방과 나미비아 동부 끝에 좁게 길게 연결된 카프리비 지역, 보츠와나, 모잠비크, 짐바브웨, 잠비아, 말라위 그리고 탄자니아와 빅토리아호에서 발견된다.

## 특징
다이커영양와 크기가 비슷하지만 땅딸막한 몸과 가늘고 긴 털이 궁둥이와 뒷다리 부분을 덮는다. 어깨 높이는 약 45~60cm, 몸무게는 7~11.5kg 정도이다. 털은 불그스레한 갈색을 띠며, 눈과 입, 목 주위는 흰 줄무늬를 갖고 있고, 배 아래쪽은 회색을 띤 흰빛이다.